# Ouédémè
Ouédémè är en ort i Benin. Den ligger i den södra delen av landet, 100 km väster om huvudstaden Porto-Novo. Ouédémè ligger 20 meter över havet och antalet invånare är 9 099.
Terrängen runt Ouédémè är platt. Runt Ouédémè är det ganska tätbefolkat, med 230 invånare per kvadratkilometer.. Närmaste större samhälle är Lokossa, 7,7 km sydost om Ouédémè.
Omgivningarna runt Ouédémè är en mosaik av jordbruksmark och naturlig växtlighet.